# Świątynia Jowisza w Pompejach
Świątynia Jowisza w Pompejach – rzymska świątynia znajdująca się w Pompejach.
Usytuowana w północnej części pompejańskiego forum świątynia wzniesiona została na monumentalnym cokole o wysokości 3 m, długości 37 m i szerokości 17 m. Do świątyni wiodły dwudzielne schody, poprzedzał zaś ją głęboki pronaos wsparty na kolumnach wzniesionych w porządku korynckim, sześcioma od frontu i trzema po bokach. W głębi celli, otoczonej dwukondygnacyjną kolumnadą (w porządku jońskim w dolnej części i korynckim w górnej), znajdowały się trzy nisze z posągami triady kapitolińskiej (Jowisza, Junony i Minerwy). W podziemiach świątyni mieścił się natomiast miejski skarbiec. Budynek flankowały dwa łuki triumfalne dedykowane Germanikowi i Tyberiuszowi, zwieńczone u szczytu kwadrygami.
Świątynię wzniesiono w połowie II wieku p.n.e., przypuszczalnie w miejscu wcześniejszego sanktuarium etruskiego. Przebudowano ją za panowania Klaudiusza. Świątynia poważnie ucierpiała podczas trzęsienia ziemi w 62 roku, przed erupcją Wezuwiusza w 79 roku nie zdołano jeszcze w pełni zakończyć odbudowy.